# Hrdlořezy (kraj środkowoczeski)
Hrdlořezy – miasteczko i gmina w Czechach, w powiecie Mladá Boleslav, w kraju środkowoczeskim. Według danych z dnia 1 stycznia 2013 liczyła 752 mieszkańców.